# Hugo Magnetti
Hugo Magnetti (Marsiglia, 30 maggio 1998) è un calciatore francese, centrocampista del Brest.

## Caratteristiche tecniche
È un centrocampista centrale.

## Carriera
Cresciuto nel settore giovanile del Bastia, nel 2017 è stato acquistato dal Brest. Ha debuttato in prima squadra il 30 luglio 2018 disputando l'incontro di Ligue 2 perso 1-0 contro il Metz.

## Statistiche

### Presenze e reti nei club
Statistiche aggiornate al 21 gennaio 2025.
| Stagione        | Squadra         | Campionato      | Campionato | Campionato | Coppe nazionali | Coppe nazionali | Coppe nazionali | Coppe continentali | Coppe continentali | Coppe continentali | Altre coppe | Altre coppe | Altre coppe | Totale | Totale | Totale |
| Stagione        | Squadra         | Comp            | Pres       | Reti       | Comp            | Pres            | Reti            | Comp               | Pres               | Reti               | Comp        | Pres        | Reti        | Pres   | Reti   |        |
| --------------- | --------------- | --------------- | ---------- | ---------- | --------------- | --------------- | --------------- | ------------------ | ------------------ | ------------------ | ----------- | ----------- | ----------- | ------ | ------ | ------ |
| 2018-2019       | Brest           | L2              | 1          | 0          | CF+CdL          | 0+2             | 0               |                    | -                  | -                  |             | -           | -           | 3      | 0      |        |
| 2019-2020       | Brest           | L1              | 8          | 0          | CF+CdL          | 1+3             | 0               |                    | -                  | -                  |             | -           | -           | 12     | 0      |        |
| 2020-2021       | Brest           | L1              | 13         | 0          | CF              | 1               | 0               |                    | -                  | -                  |             | -           | -           | 14     | 0      |        |
| 2021-2022       | Brest           | L1              | 28         | 0          | CF              | 1               | 0               |                    | -                  | -                  |             | -           | -           | 29     | 0      |        |
| 2022-2023       | Brest           | L1              | 32         | 1          | CF              | 2               | 0               |                    | -                  | -                  |             | -           | -           | 34     | 1      |        |
| 2023-2024       | Brest           | L1              | 33         | 2          | CF              | 3               | 0               |                    | -                  | -                  |             | -           | -           | 36     | 2      |        |
| 2024-2025       | Brest           | L1              | 17         | 1          | CF              | 2               | 0               | UCL                | 7                  | 1                  | -           | -           | -           | 26     | 2      |        |
| Totale Brest    | Totale Brest    | Totale Brest    | 132        | 4          |                 | 15              | 0               |                    | 7                  | 1                  |             | -           | -           | 154    | 5      |        |
| Totale carriera | Totale carriera | Totale carriera | 132        | 4          |                 | 15              | 0               |                    | 7                  | 1                  |             | -           | -           | 154    | 5      |        |